# Susana Esther Soba
Susana Esther Soba (Buenos Aires, 15 de mayo de 1922 - Saladillo, 9 de octubre de 2011) fue una escritora, poeta, periodista, ensayista, maestra, artista y reconocida figura cultural en la municipalidad de Saladillo, Provincia de Buenos Aires. Abordó en sus artículos y textos poéticos, temas como la equidad, la transformación social, la actualidad política y la mujer.
Hija de Rosa Oliosi y de Francisco Florentino Soba. Nació en el barrio de Once de la capital bonaerense. Desde su infancia hasta el final de sus días, se radicó en Saladillo, Provincia de Buenos Aires y allí ejerció la docencia en escuelas carenciadas luego de graduarse de Maestra Normal Nacional. En esa localidad una plazoleta, una calle y una escuela, portan su nombre.
Tuvo un programa radial en Emisora Saladillo. En 2019 se publicó el libro Opinar desde el llano con un compilado de sus artículos de opinión publicados entre 1993 y 2003 en el periódico La Mañana. Se dedicó también a las artes plásticas, a la pintura y a la escultura, reutilizando elementos en desuso de maquinaria agrícola.

## Reconocimientos
Por su aporte a la cultura y la admiración de sus vecinos, su casa fue establecida como Patrimonio Cultural de Saladillo y Patrimonio Cultural Provincial, la cual conserva los objetos y obras de arte traídos de sus viajes con su esposo, el pintor Norberto Parrondo, convertida desde 1985 en un centro cultural local al que llamaron “La casa de al lado”.
Por sanción del Concejo Deliberante de Saladillo a través de la Ordenanza 98/2021 emitida el 2 de noviembre de 2022 con el auspicio de la Municipalidad, fue declarado el 2022 como “Año Cultural Susana Soba”.
El documental Ser Susana dirigido por Lucas Hansen con la producción e investigación periodística de Yamila Rachit, muestra fragmentos de su vida y de su obra.

## Libros[3]
- Memorial de la sangre. 1996
- De tabúes y amuletos. 1991
- La nave sobre el techo de la casa. 1984
- Doradas y violentas pertenencias. 1977
- Anales del centenario de la fundación de Saladillo. 1963
- Ideario y presencia de Herminia Rumania. 1964
- La voz apasionada. 1961
- Enunciación del júbilo. 1953
- Las trampas del tiempo (S/F)
- Amar es como toda la luz, todos los vinos (S/F)
- En verde y rojo (S/F)

## Compilados póstumos
- Últimos poemas de amor. 2022[14]
- Opinar desde el llano. 2019[6]
- Una muchacha al desnudo. 2015[3]